# 西安邮电大学
西安邮电大学（简称西邮）是位于中国陕西省西安市的一所公立大学，肇始于陕西省邮电人员训练班与甘肃省邮电人员训练班。西安邮电大学于2012年由西安邮电学院更名为西安邮电大学。学校目前有雁塔、长安两个校区，总占地一千五百余亩，在校学生一万八千余人。
西安邮电大学一所以信息科技为特色、工学门类为主体、工管理经文法艺相结合的多科性大学。2013年5月，陕西省政府与工信部签署协议共建西安邮电大学。

## 历史沿革

### 成立
1950年初，西北邮电管理局创办了陕西省邮电人员训练班和甘肃省邮电人员训练班；1952年4月1日，西北邮电管理局决定陕西省邮电人员训练班与甘肃省邮电人员训练班合并成为西北邮电学校；1953年6月，邮电部将西北邮电学校更名为西安邮电学校；1955年5月1日，邮电部将学校更名为西安邮政学校，为中专学校。
1958年5月1日，邮电部决定撤销西安报务学校，并入西安邮政学校，增设电信专业，将校名改为西安邮电学校；1959年3月16日，西安邮电学院正式成立，开始招收本科生。

### 撤销
1969年——文革期间，学院被撤销，校产划归邮电部第527厂。

### 复建
1980年，学校恢复筹建；1986年，学校恢复本科招生，划归邮电部管理。2000年，2000年学院由信息产业部划转陕西省管理。
2003年7月，学校获得硕士学位授权资格。2012年，西安邮电学院更名为西安邮电大学。2013年，学校转为陕西省政府与工信部共建。

## 校训、校歌

### 校训
爱国 求是 奋进

### 校歌
《西邮之路》（作曲：夏正华）：

### 对校训、校歌的修订
学校曾试图对校歌、校训进行修订，同时征集校风、学风表述语。不过结果未知。

## 重点实验室
学校的重点实验室包括：

### 部级实验室
- 信息产业部ASIC设计中心（工业和信息化部）
- 信息产业部现代通信技术实验室（工业和信息化部）
- 信息产业部计算机软件工程实验室（工业和信息化部）
- 信息产业部邮政信息网络实验室（工业和信息化部）
- 信息产业经济系统仿真实验室（工业和信息化部）

### 省级实验室
- 陕西省通信专用集成电路设计工程技术研究中心（陕西省科学技术厅）
- 陕西省信息产业发展研究中心（陕西省教育厅）
- 陕西省网络与信息安全技术支持中心（陕西省工业和信息化厅）
- 陕西省信息化与工业化融合创新研究中心（陕西省工业和信息化厅）

## 历任校长
- 吴振兴（1954年9月-1959年3月）[16]
- 杨邨（1959年3月-1963年12月）[17]
- 史云峰（1963年11月-1969年）[18]
- 邓震垠（1986年12月-1990年2月）[19]
- 何锁柱（1990年2月-2002年5月）[20]
- 田东平（2005年6月-2009年1月）[21]
- 卢建军（2009年1月-2015年1月）
- 崔智林（2015年1月-2015年9月）
- 范九伦（2015年9月-2023年5月）
- 杨更社（2023年5月-今）

## 校园环境

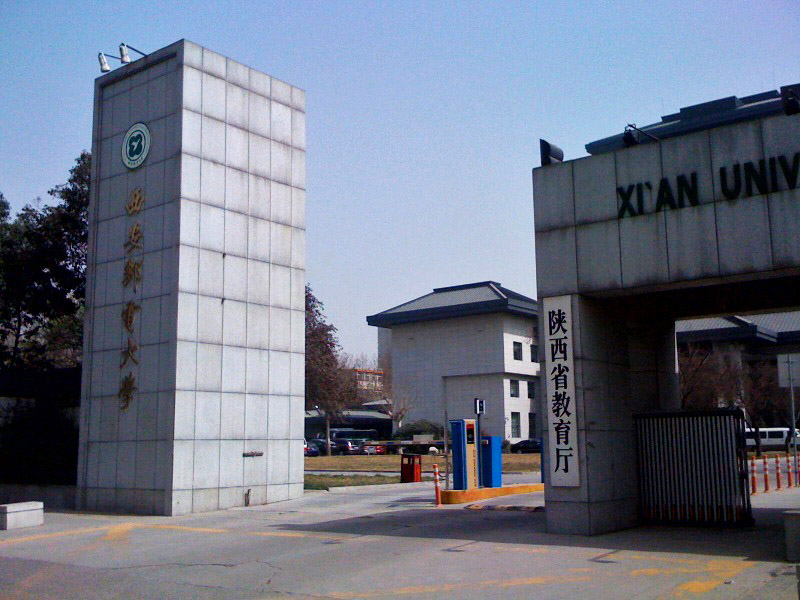
西安邮电大学雁塔校区西门

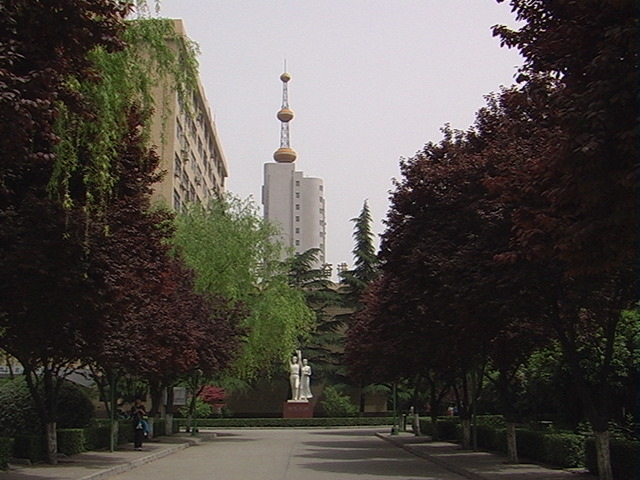
西安邮电大学雁塔校区，2006年4月

### 雁塔校区
西安邮电大学雁塔校区位于西安市雁塔区长安南路，通常也被称为老校区。雁塔校区由原管理工程学院(现与原经济管理学院合并为经济与管理学院)与职业技术学院及研究生院共同使用。自2014年9月起，西安邮电大学所有本科新生均就读于长安校区(也称新校区)，即2013级原管理工程学院本科生为就读于雁塔校区的最后一届本科生。校区由18层教学楼、图书馆、体育馆、体育场、学生宿舍、食堂等单位组成。
雁塔校区体育场在1996年作为陕西国力队的训练场地使用；体育馆曾作为1999年第四届全国城市运动会羽毛球比赛的主赛场及训练场。雁塔校区的图书馆于1996年建成并投入使用，面积4986平方米。
雁塔校区亦是小说《让青春继续》作者及主人公百脑就读高校的当时所在地（西安邮电学院计算机系），也是故事情节的主要发生地之一。
目前，陕西省教育厅已将办公新址迁至西安邮电大学雁塔校区，雁塔校区的部分建筑由陕西省教育厅使用。

### 长安校区

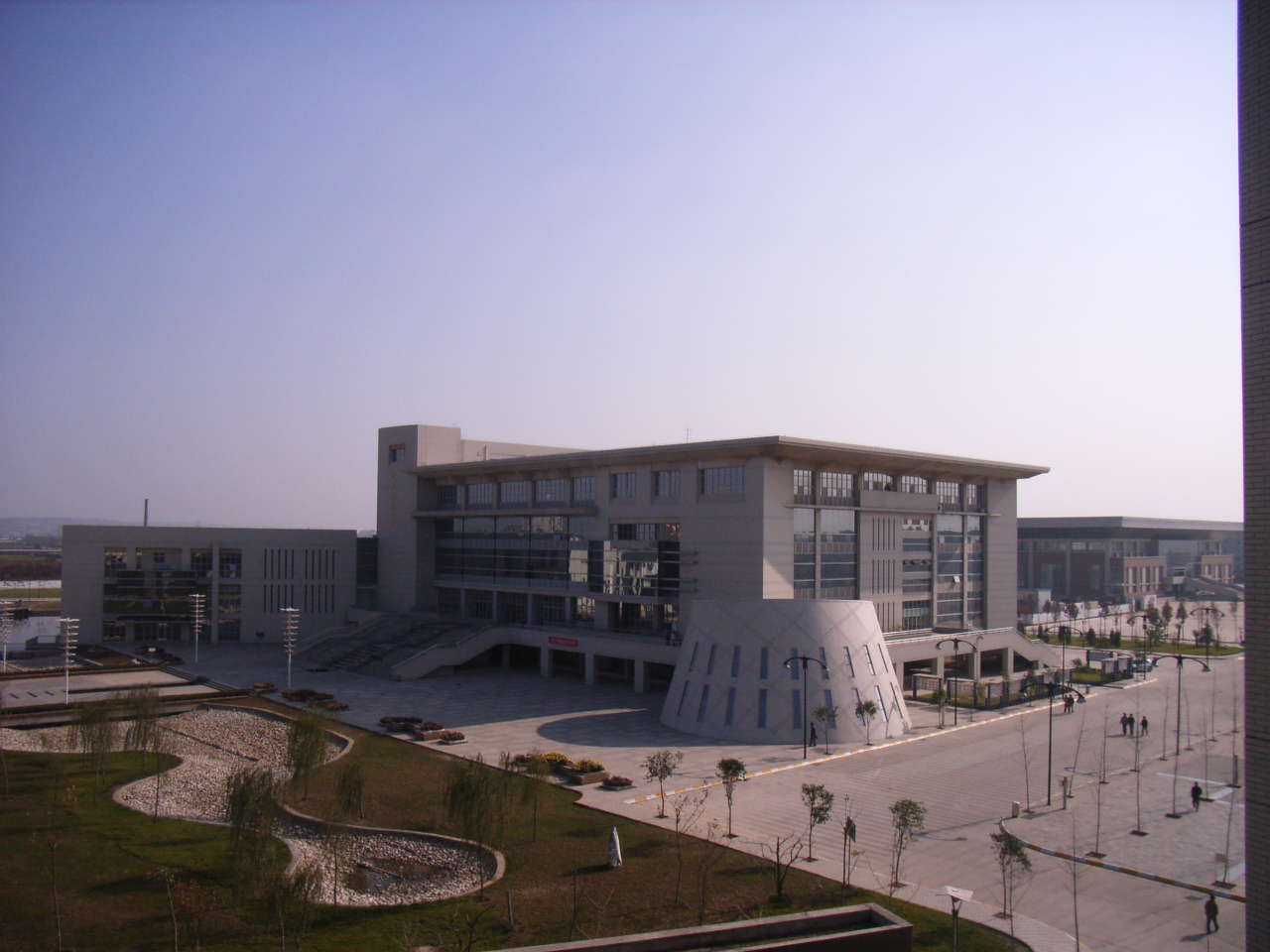
西安邮电大学图书馆，2005年11月

西安邮电大学长安校区也被称为新校区或者是南校区。位于西安市长安区，在西安郭杜教育科技产业开发区内，地处子午大道与韦郭路交界处。目前是学校主要办公、教学的场所，除管理工程学院和职业技术学院的部分在雁塔校区，其余院系均在长安校区。长安校区分为东西两个区域，中间由子午大道分开。
西区西邻陕西师范大学，已于2003年开始投入使用，目前西区已经基本建成。其中办公教学区包括两座教学楼、三座实验楼、以及图书馆、行政楼、大学生活动中心；学生生活区包括体育场、训练场、网球场、体育馆、食堂、美食广场、宿舍楼、开水房与澡堂等设施。
长安校区图书馆于2004年正式启用，面积达到23441平方米，两校区图书馆共藏书纸质图书146万余册。
东区正对长安区人民政府，东邻西北政法大学。东区规划有教师公寓、教学实验楼、学生宿舍、学生食堂、锅炉房、动力中心等设施。其主体教学实验楼建筑面积达到45200平方米。教学实验楼、学生宿舍及后勤配套设施等建设项目日前被西安市政府列为西安市2012年重点建设项目。东区已于2013年投入使用，与西区之间有天桥相连接。

## 其他
西安邮电大学是“国立七中校友会”总部所在地，该获洋县民政局批准于1993年。